# Vesoul
Vesoul város Franciaország keleti részén, Burgundia-Franche-Comté régióba, Haute-Saône megye székhelye. A Colombine és a Durgeon folyók összefolyásánál terül el.

## Története
A város szülötte Jean-Léon Gérôme francia orientalista festő és szobrász.

## Demográfia
| Év   | Lakosság |
| ---- | -------- |
| 1793 | 5 303    |
| 1800 | 5 417    |
| 1806 | 5 708    |
| 1821 | 5 391    |
| 1831 | 5 408    |
| 1841 | 6 788    |
| 1846 | 5 941    |
| 1851 | 6 621    |
| 1856 | 7 281    |

| Év   | Lakosság |
| ---- | -------- |
| 1861 | 7 579    |
| 1866 | 7 614    |
| 1872 | 7 716    |
| 1876 | 9 206    |
| 1881 | 9 553    |
| 1886 | 9 733    |
| 1891 | 9 770    |
| 1896 | 10 083   |

| Év   | Lakosság |
| ---- | -------- |
| 1901 | 9 704    |
| 1906 | 10 163   |
| 1911 | 10 539   |
| 1921 | 10 471   |
| 1926 | 10 859   |
| 1931 | 11 562   |
| 1936 | 11 926   |
| 1946 | 11 825   |

| Év   | Lakosság |
| ---- | -------- |
| 1954 | 12 038   |
| 1962 | 13 678   |
| 1968 | 16 352   |
| 1975 | 18 173   |
| 1982 | 18 412   |
| 1990 | 17 614   |
| 1999 | 17 168   |
| 2007 | 16 329   |

## Látnivalók

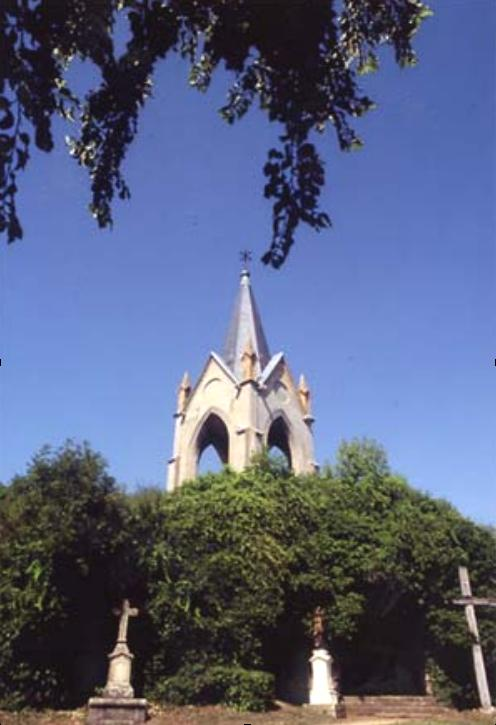
Kápolna a Vesoul-hegyen

- Vesoul-hegy és a tetején található kápolna.
- Sabot de Frotey hegy
- Église Saint Georges - templom a 18. századból.

## Testvérvárosok
- Németország - Gerlingen, 1964 óta.